# La Alameda de Gardón
La Alameda de Gardón är en ort i Spanien.   Den ligger i provinsen Provincia de Salamanca och regionen Kastilien och Leon, i den västra delen av landet, 260 km väster om huvudstaden Madrid. La Alameda de Gardón ligger 718 meter över havet och antalet invånare är 133.
Terrängen runt La Alameda de Gardón är platt, och sluttar österut. Runt La Alameda de Gardón är det mycket glesbefolkat, med 5 invånare per kvadratkilometer. Närmaste större samhälle är Ciudad Rodrigo, 19,8 km öster om La Alameda de Gardón. Omgivningarna runt La Alameda de Gardón är huvudsakligen savann.